# Motorex
Motorex-Bucher Group AG (korrekt stavning: MOTOREX-BUCHER GROUP) är ett schweiziskt familjeföretag som specialiserar sig på utveckling, produktion och marknadsföring av smörjmedel, vätskor för metallbearbetning, tekniska rengörings- och skötselprodukter samt vätskemateriel. Produktsortimentet omfattar över 2 500 formuleringar och utvecklas ständigt vidare i samarbete med användare, tillverkare (OEM), industripartners, motorsportteam, universitet och forskningsinstitut.

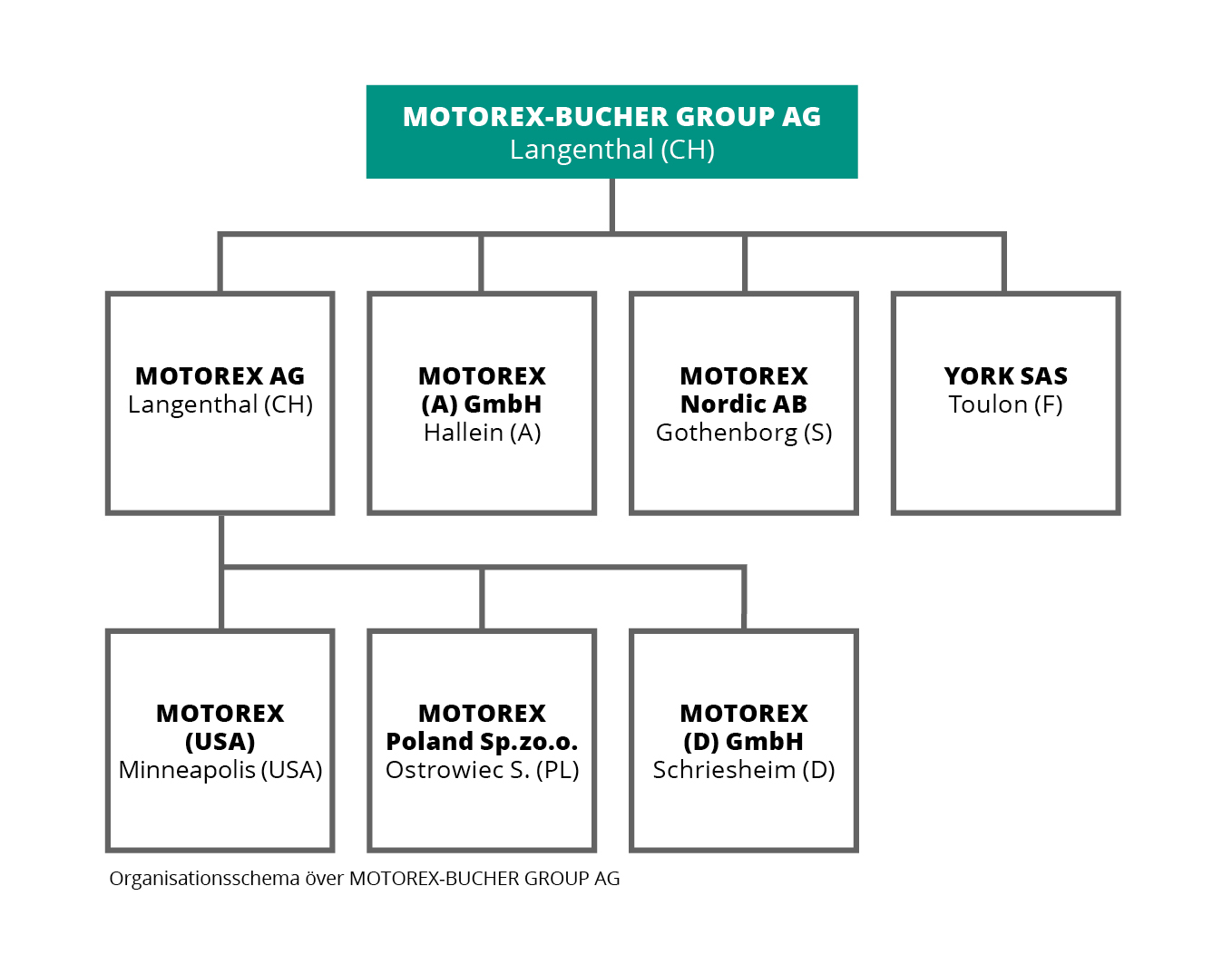
Organisationsschema över MOTOREX

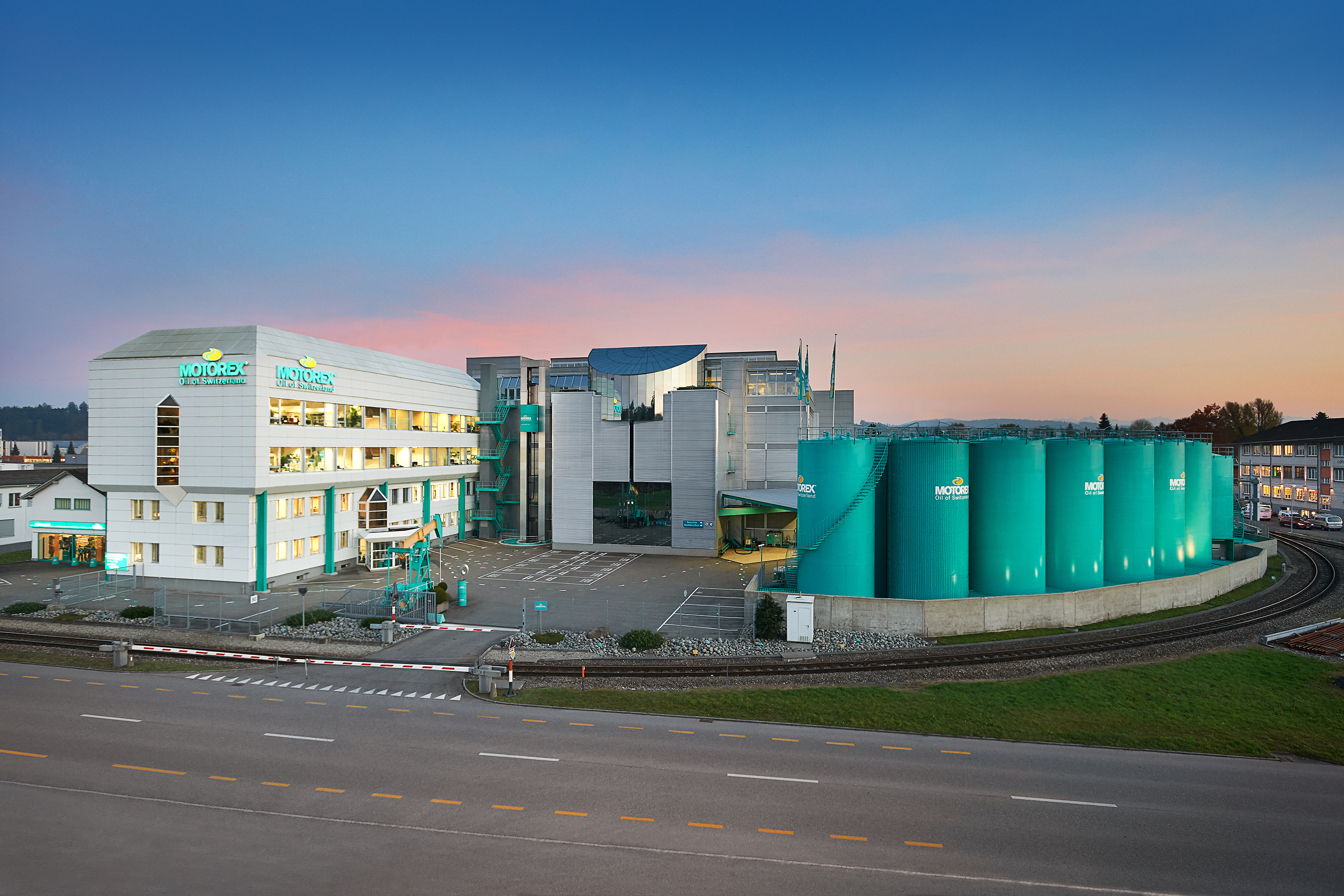
Huvudkontor i Langenthal BE, Schweiz

## Företagshistoria
1917 Grundande av en liten tillverkning av sko- och golvvårdsprodukter i Langenthal (Schweiz). 1920 Lansering av varumärket REX av företagets grundare Arnold Bucher. Edi Bucher går in på smörjmedelsmarknaden på grund av den nya motoriseringen. 1947 Lansering av varumärket Motorex. Under de följande åren fortsatte företaget att utvecklas på många nivåer. Ägarstrukturen förblev dock oförändrad. Dagens Motorex-Bucher Group AG kontrolleras av tredje och fjärde generationen av Bucher-familjen. Huvudkontoret ligger i Langenthal.
Produktionen sker på fyra platser: Langenthal, Toulon (Frankrike), Ostrowiec (Polen) och Minneapolis (USA). Försäljningen sköts av ett nätverk av 130 distributörer i cirka 85 länder. Motorex har anställda från över 20 länder.

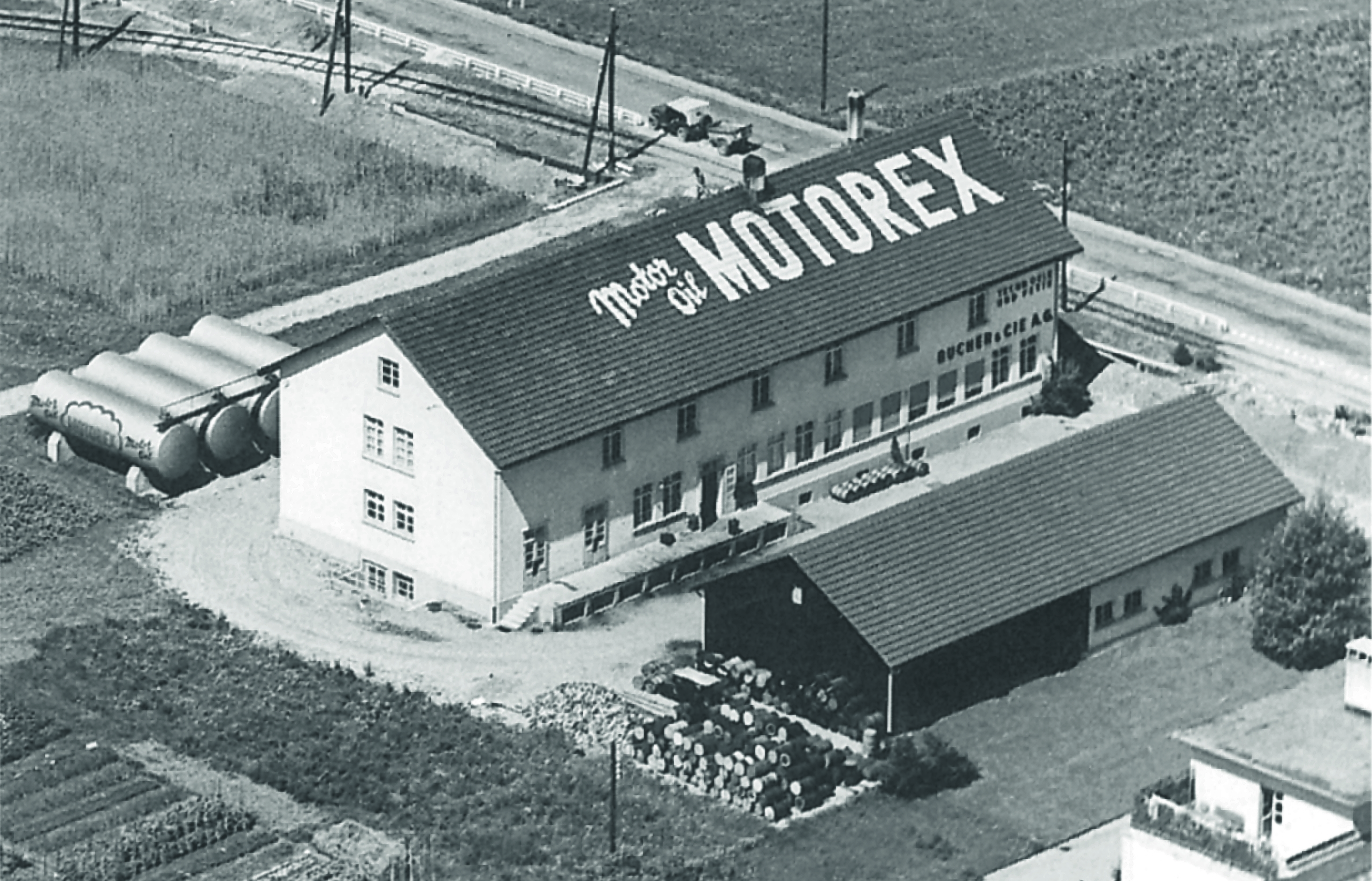
Första flygfoto från 1951 av de fyra horisontella lagringstankarna.

## Produkter
Motorex är en utvecklare och tillverkare av smörjmedel med forskningslaboratorier, produktionsanläggningar och globala försäljningsorganisationer. Förutom de primära tekniska prestandaparametrarna tar Motorex även hänsyn till följande tre faktorer vid produktutvecklingen:
- Minskning av utsläppsnivåer: utsläppen av C02 och andra utsläpp samt hög energieffektivitet kan i hög grad påverkas av kvaliteten på de smörjmedel som används.[4]
- Biologiskt nedbrytbara produkter: Ett brett och växande utbud av biologiska och biologiskt nedbrytbara produkter utgör en betydande och snabbt växande del av den totala globala verksamheten.
- Hälsoskydd för användaren: Smörjmedel och kemiska tekniska produkter är komplexa kemikalier. Motorex uppmärksammar deras mänskliga kompatibilitet utöver den rättsliga ramen.

Företagets produkter marknadsförs under varumärket Motorex (globalt) och även under varumärket York i Frankrike. Sortimentet omfattar mer än 8 000 artiklar av motor-, transmissions- och hydrauloljor, metallbearbetningsvätskor (vattenblandbara och icke-vattenblandbara), fetter, spindelsmörjmedel, motorkylmedel och värmeöverföringsvätskor, tekniska rengörings- och underhållsprodukter, bromsvätskor, tillsatser och aerosoler, samt många special- och nischprodukter. 